# Chamakhi
Chamakhi ou Şamaxı (en azéri), aussi appelé Chemakha (du russe : Шемаха) est une ville d'Azerbaïdjan et la capitale du raïon de Chamakhi. Elle compte près de 30 000 habitants, dont 99 % d'Azerbaïdjanais.
Chamakhi a été secoué par onze séismes majeurs, mais grâce à de multiples reconstructions, il a conservé son rôle de capitale économique et administrative de Chirvan et de l'une des villes clés de la Route de la soie. Le seul bâtiment à avoir survécu à huit des onze tremblements de terre est la célèbre mosquée Djouma de Chamakhi, construite au Xe siècle.

## Géographie
La ville est située à 110 km à l'ouest de Bakou.

### Séismicité
La ville est située dans la région la plus sismique du Caucase et a été touchée par de puissants tremblements de terre en 1191 et 1859, qui ont été si destructeurs que la capitale du Chirvan a été transférée deux fois à Bakou. En 1872, le tremblement de terre déclencha une émigration vers Bakou, où la production de pétrole avait démarré dans des proportions industrielles.
Le séisme de 1667 est considéré comme le plus grave, avec 80 000 morts et un tiers de la ville effondrée, selon les informations rapportées par les marchands persans. Le dernier tremblement de terre catastrophique a été enregistré en 1902 et a détruit la mosquée Djuma du Xe siècle.

### Rivières
Chamakhi est situé dans la partie centrale de Chirvan, à une altitude d'environ 749 mètres, dans une position géographique favorable. Au sud de Chamakhi, coule vers Zongalavay et à l’est de Pirsaattchay. La ville est entourée par Binasli, Guchhan du nord, Pirdiraki et les montagnes de Meysari de l'ouest. Ces montagnes peuvent être considérées comme des fortifications de défense naturelles de la ville. Il existe de nombreuses sources qui fournissent de l'eau potable à la population urbaine et aux habitants des villages environnants en raison de leur situation sur les pentes des montagnes du Caucase.

## Histoire

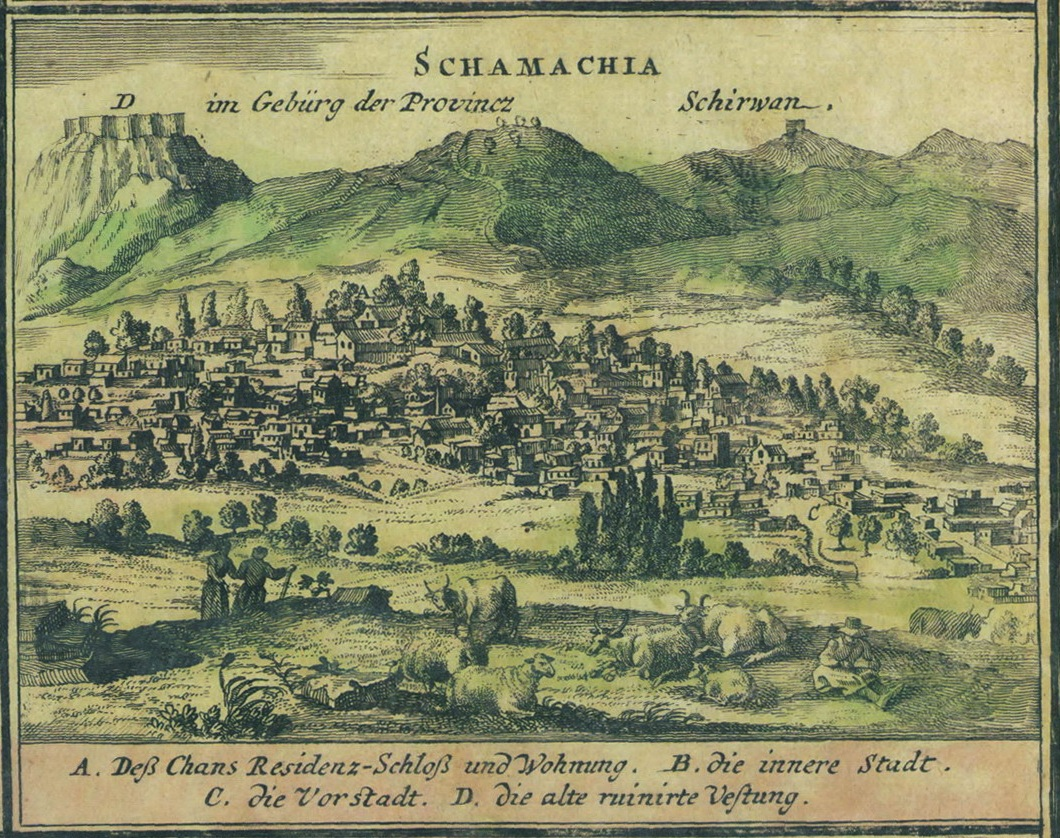
La ville en 1734

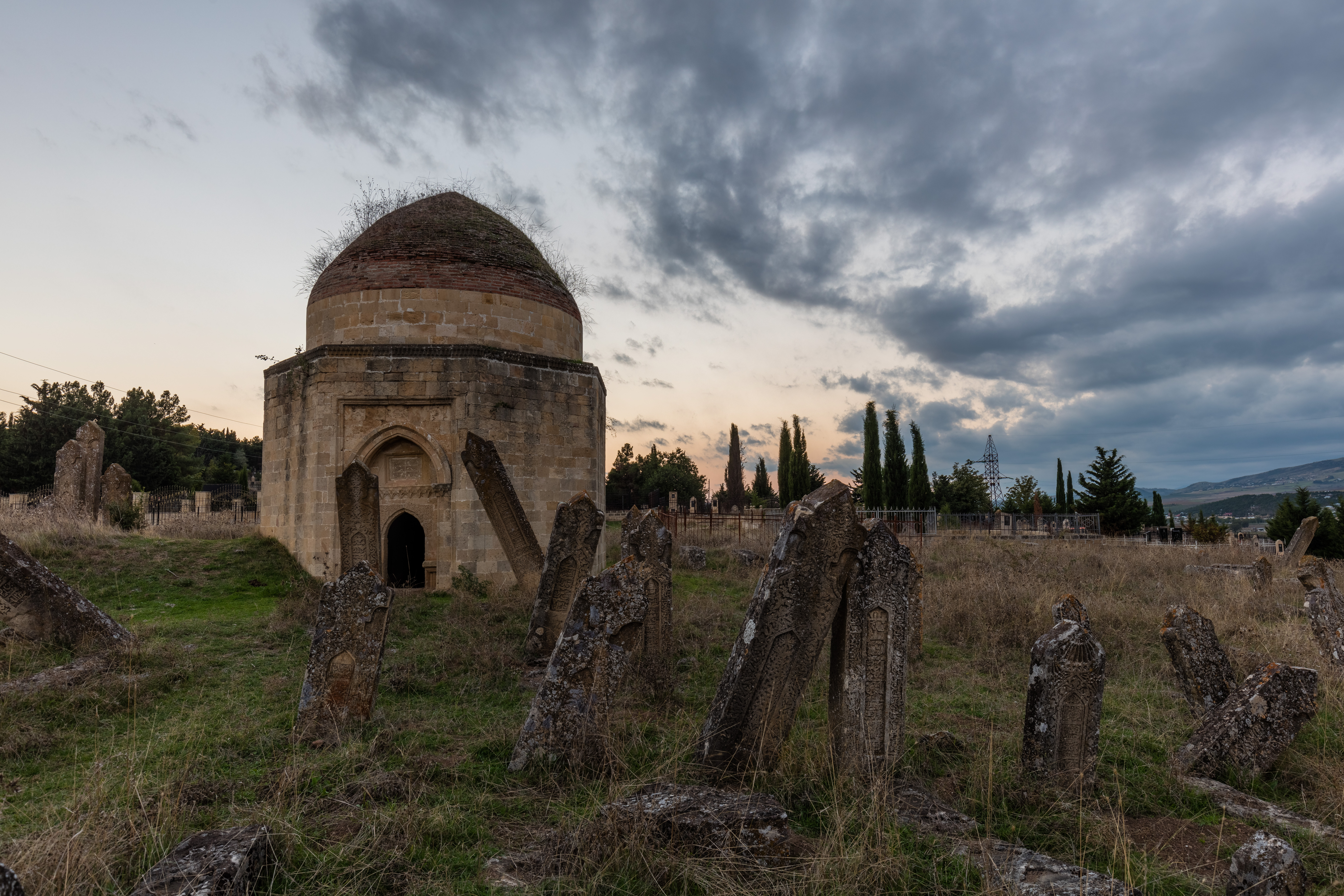
Mausolée de Yeddi Gumbez

Durant son histoire, d'importants séismes dévastèrent Chamakhi, mais celle-ci fut reconstruite à chaque reprise par ses habitants en raison de son rôle en tant que capitale économique et administrative du Chirvan, aussi bien qu'en tant que destination de la Route de la Soie. Le seul bâtiment à avoir survécu à huit des onze tremblements de terre est la Mosquée de Djouma (Xe siècle)
La ville était jadis connue pour ses danseurs traditionnels, les « Bayaderki ».
Chamakhi a été mentionné pour la première fois comme Kamatchia par l'ancien géographe égyptien gréco-romain Claude Ptolémée au Ier siècle de notre ère. Chamakhi était une ville importante du Moyen Âge et a été la capitale du royaume de Chirvanchah.
Chamakhi a maintenu des relations économiques et culturelles avec l'Inde et la Chine au XIIe siècle et les fouilles de récipients en poterie prouvent que Chamakhi avait également des relations avec les villes d'Asie centrale à peu près au même moment. Des pièces de cuivre trouvées à Chamakhi lors de fouilles archéologiques, des récipients en porcelaine fabriqués en Chine, des caravansérails servant le commerce international, prouvent le rôle de l'ancien Chamakhi sur la Route de la soie.
Le marchand Fédot Afanassiévitch Kotov en 1624, décrit la ville de Chamakhi comme un centre de production et de vente de soie de qualité dans son Itinéraire de Moscou au royaume de Perse.
En 1500-1501, il a été pris par la dynastie Séfévide. Après la conquête de la région par le premier dirigeant Séfévide Ismaïl Ier, il autorisa les descendants de Farrukh Yassar à diriger Chamakhi et le reste de Chirvan sous la suzeraineté safavide. Cela dura jusqu'en 1538, date à laquelle son fils et successeur, le roi Tahmasip Ier (1524-1576), transforma le territoire en une province à part entière safavide et nomma son premier gouverneur safavide. À partir de ce moment, Chamakhi devint la capitale de la province de Chirvan.
Les forces russes sont entrées pour la première fois à Chirvan en 1723, alors qu'elles envahissaient les territoires iraniens safavides du Caucase du Nord et de la Transcaucasie pendant la guerre russo-persane (1722-1723), en utilisant l'attaque de leurs sujets à Chamakhi peu auparavant par les rebelles Lezghiens comme l'un des prétextes.  Cependant, ils se retirèrent bientôt de la ville, laissant le soin aux Ottomans de le posséder en 1723-1735, jusqu'à la levée de Nader Chah. En 1742, Chamakhi fut capturé et détruit par Nader Chah qui le réintégra en Iran et qui, pour punir les habitants de leurs croyances sunnites, construisit une nouvelle ville sous le même nom à environ 26 kilomètres à l'ouest, au pied de la chaîne principale des montagnes du Caucase. Le nouveau Chamakhi était à différentes époques une résidence du Khanat de Chirvan, dirigé par des khans semi-indépendants, mais il fut finalement abandonné et la vieille ville reconstruite. Au milieu des années 1700, la population de Chamakhi était d'environ 60 000 personnes.
Sous administration russe, Chamakhi devient en 1840 la capitale de l'oblast de la Caspienne puis, en 1846, celle du gouvernement de Chemakha. Après le séisme de 1859 l'administration régionale est déplacée à Bakou et le gouvernement renommé en gouvernement de Bakou.

## Démographie

### Groupe ethnique
La majorité de la population est azerbaïdjanaise, alors que les Russes, les Lezghiens et les Tats constituent d'autres minorités. Ils parlent respectivement la langue azerbaïdjanaise, le russe, le lezghien et le tat.

### Religion

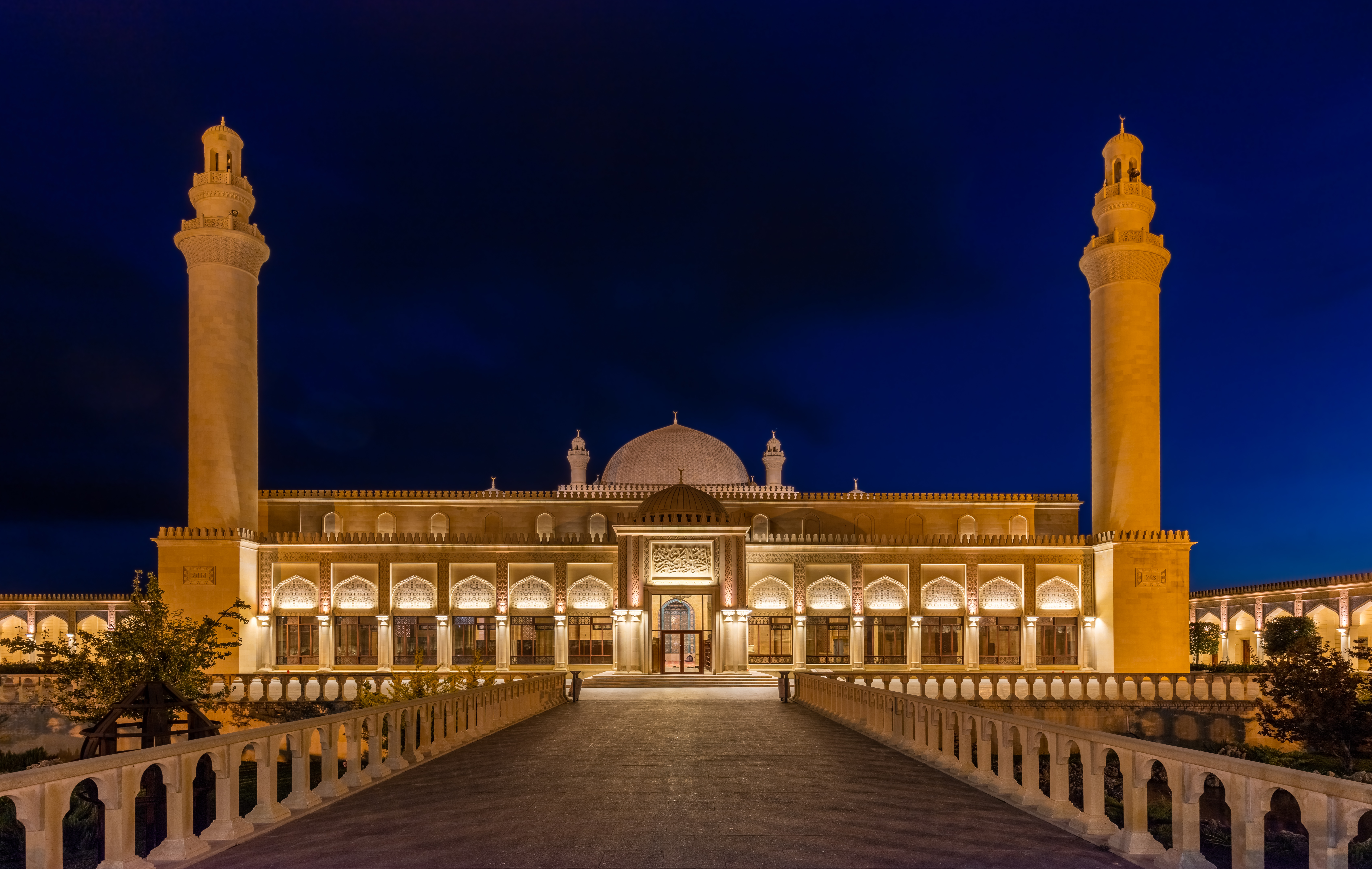
La mosquée Juma, construite en 743, reconstruite en 2009.

La mosquée Djuma de Chamakhi est le plus grand édifice religieux de la ville. Au cours de son histoire, la mosquée a été démolie ou détruite à quelques reprises, mais à chaque fois, elle a été reconstruite, le plus récemment en 2009. C'est la plus ancienne mosquée du territoire de l'Azerbaïdjan. Elle a été construite entre 743 et 744. Il est le deuxième dans le sud du Caucase après la mosquée Djuma de Derbent (construite en 734). La mosquée a été enregistrée par le ministère de la Culture de la République d'Azerbaïdjan en tant que monument historique et culturel du pays.
La mosquée a été restaurée à plusieurs reprises au cours du siècle dernier lors du tremblement de terre de Chamakhi en 1856 et 1902 détruite. La première reconstruction a été réalisée par Gassim Hadjibabayov et plus tard par Jozef Ploszko. Les derniers travaux de restauration de la mosquée ont été effectués conformément à l'ordre d'Ilham Aliyev de 2010-2013.

## Économie
Après le décret "sur les mesures visant à accélérer le développement socio-économique de la République d'Azerbaïdjan", signé par Ilham Aliyev le 24 novembre 2003 et le "Programme d'État sur le développement socio-économique des régions de la République d'Azerbaïdjan" approuvé par le président de l'état, a commencé à augmenter le niveau de vie à Chamakhi avec d'autres régions.
Les entreprises notables situées à Chamakhi comprennent l'usine automobile AzSamand.
Le bâtiment du musée d'histoire et d'ethnographie nommé S.Chirvani a été rénové et le buste de 12 personnalités de la région de Chamakhi a été posé dans la cour du musée.

## Culture

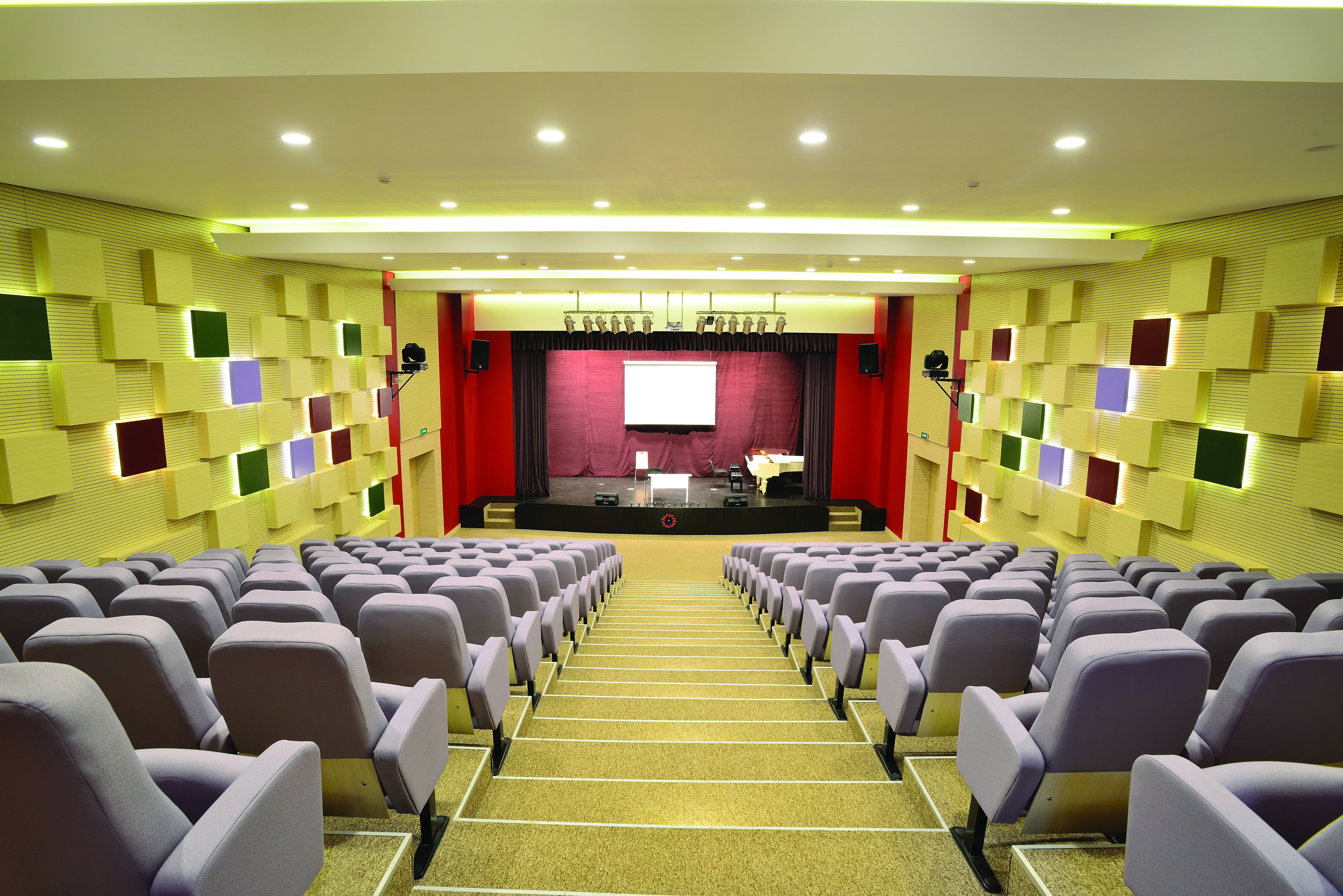
Centre de création pour enfants à Chamakhi

### Musique et média
La scène musicale à Chamakhi remonte aux temps anciens et aux villages de Bakou, généralement vénérée comme la source du mugham en Azerbaïdjan.

### Festivals
Fête du vin et du raisin  s'est tenue en août 2019 dans le village de Meysari, district de Chamakhi, reconnue comme la capitale viticole de la viticulture par le soutien de la Fondation Heydar Aliyev. Le festival avait pour but d'encourager la production de raisin et de vin locaux, ainsi que de promouvoir l'histoire de la production de vin en Azerbaïdjan. Le festival comprenait une exposition de vin, un défilé de producteurs de vin, une exposition de différents types d'art populaire des districts azerbaïdjanais, notamment de l'artisanat du cuivre, du tissage de tapis et de la poterie.

## Éducation
Il existe un collège humanitaire à Chamakhi.

## Œuvres culturelles
- La princesse de Chamakha est un personnage du conte de Pouchkine, Le Coq d'or, adapté en opéra par Rimsky-Korsakov.
- Tri bogatyria i Chamakhanskaïa tsaritsa (« Les trois bogatyrs et la tsarine de Chamakha ») est un dessin animé russe des studios d'animation Mielnitsa de Saint-Pétersbourg (2010)[10].
- Joseph-Arthur de Gobineau, La Danseuse de  Shamakha
- Armen Ohanian, La Danseuse de Shamakha

## Personnalités
- Musa Aliyev (1908-1985), géologue et homme d'État azerbaïdjanais.
- Seyid Azim Chirvani (1835-1888), poète, enseignant et éducateur.
- Sultan Madjid Ganizade (1866-1938), enseignant, écrivain, traducteur, journaliste.
- Mirza Alakbar Sabir (1862-1911), poète et enseignant.
- Fazil Mammadov (1964-2022), homme politique azéri.